# Oskar Kogoj
Oskar Kogoj, slovenski industrijski oblikovalec, * 23. november 1942, Miren.
Kogoj je obiskoval osnovno šolo v Mirnu, nato je nadaljeval šolanje sprva na gimnaziji v Novi Gorici, nato pa se je leta 1960 vpisal na Šolo za oblikovanje v Ljubljani, smer Industrijsko oblikovanje. Študiral je na  Visoki šoli za industrijsko oblikovanje (Scuola Ai Carmini Corso Superiore Di Disegno Industriale) v Benetkah. Diplomiral je na Istituto Statale d'Arte leta 1966 iz industrijskega oblikovanja.
Do leta 1969 je nato na tem inštitutu delal kot asistent in bil svetovalec podjetja Baby Mark iz Milana. Med letoma 1969 in 1970 je delal v oddelku za raziskave in oblikovanje pohištvenega podjetja Meblo iz Nove Gorice. Od leta 1971 ima status svobodnega umetnika. V letih 1971 do 1975 je bil predstojnik oddelka za industrijsko oblikovanje na International University of Florence and Venice. Od leta 2005 je profesor na novogoriški univerzi.
Kot svobodni oblikovalec je oblikoval na primer otroške igrače za podjetje Ciciban, v zadnjem času pa se Oskar Kogoj ukvarja z oblikovanjem najrazličnejših izdelkov iz naravnih materialov, predvsem stekla, od kozarcev do venetskega konja, v katere vključuje spoznanja pri proučevanju tisočletnih kultur. 
Dela Oskarja Kogoja so razstavljena v več kot 50 muzejih in stalnih zbirkah po vsem svetu. Od leta 1969 do danes je prejel več kot 40 mednarodnih nagrad in priznanj. Leta 1971 je bil s sodelavci Stanetom Bernikom, dr. Jankom Sušnikom, ing. Borisom Ferlatom za serijo foteljev-počivalnikov v izdelavi novogoriške tovarne Meblo nagrajen z nagrado Prešernovega sklada. Med drugim je Kogoj tudi član več mednarodnih združenj za oblikovanje in umetnost, od leta 2006 pa tudi član prestižne Circolo Artistico Veneziano.

## Nagrade
Za svoje delo je prejel več kot sedemdeset nagrad, med drugim:
- 2020 − nagrada za življenjsko delo Društva oblikovalcev Slovenije[7]
- 1971 − nagrada Prešernovega sklada za oblikovanje počivalnikov[6]